# Nikki Bella

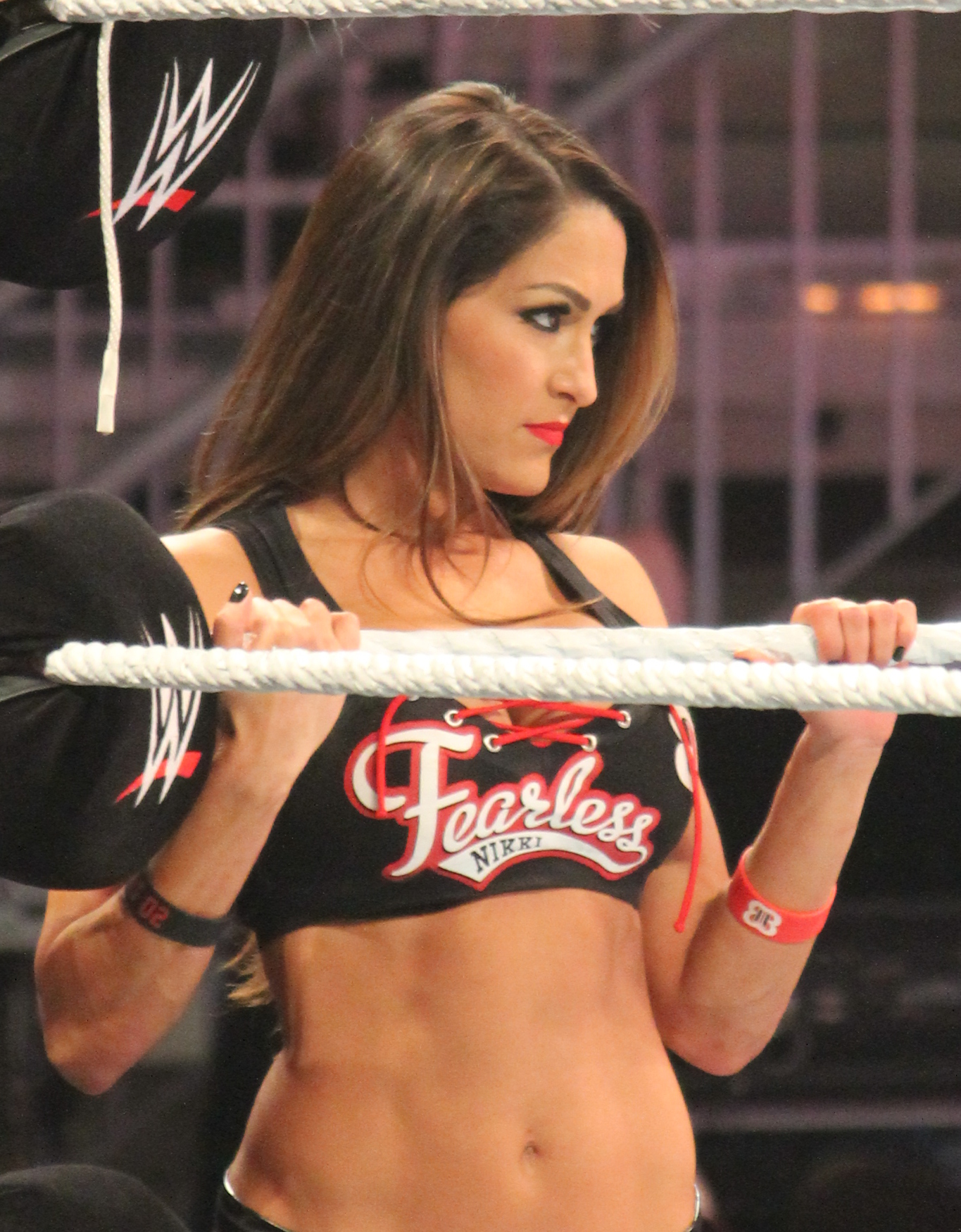
2014 novemberében

Stephanie Nicole Garcia-Colace (ismertebb nevén Nikki Bella) (San Diego, Kalifornia,         1983. november 21. –) visszavonult amerikai profi pankrátor és színésznő. Jelenleg a WWE-vel áll szerződésben; ringneve Nikki Bella.
Nikki két alkalommal volt WWE Díva bajnok; 301 napig tartotta a címet, mely az első leghosszabb uralkodás a WWE Díva bajnoki öv történelmében. 2015. novemberében Nikki #1 helyet kapott a Pro Wrestling Illustrated Top 50 nő rangsorolásán, valamint az év dívája lett 2013-ban és 2015-ben.

## Eredményei
Pro Wrestling Illustrated
- PWI rank: Nikki 1. a legjobb 50 női egyéni birkózó között, a PWI Nő Top 50 kategóriájában, 2015-ben.

Rolling Stone magazin
- Az Év Dívája (Diva of the Year) (2015)

Wrestling Observer Newsletter
- Legrosszabb Feud az évben (2014) – Brie vs. Nikki
- Legrosszabb Feud az évben (2015) – Team PCB vs. Team B.A.D. vs. Team Bella

WWE
- WWE Divas Championship (2x)
  - 2012. április 23.: Egy "favágó" meccsen legyőzi Beth Phoenix-et a RAW-on.
  - 2014. november 23.: A Survivor Series-en legyőzte AJ Lee-t.

Slammy Awards (2x) 
- Az Év Dívája (Diva of the Year) (2013, 2015)

## Bevonuló zenéi
- Kim Sozzi & Jim Johnston – "You Can Look (But You Can't Touch)" (2008–napjainkig)

## Magánélete
2012 óta kapcsolatban áll John Cena-val, aki ugyanúgy WWE pankrátor. Nicole korábban Nick Nemeth-el járt, ismertebb nevén Dolph Ziggler-el, ám ez a kapcsolat nem volt hosszú életű. 2014. májusában Nicole-ról kiderült a Total Divas adásában, hogy ő feleségül ment középiskolai szerelméhez 20 éves korában; ám három évvel később elvállt tőle. Nicole 2014-ben azt is bejelentette, hogy ő egy képzett ingatlanügynök. Ikertestvére Brie Bella, aki szintén pankrátor.

## Fordítás
Ez a szócikk részben vagy egészben  a   Nikki_Bella_(wrestler) című angol Wikipédia-szócikk fordításán alapul.  Az eredeti cikk szerkesztőit annak laptörténete sorolja fel. Ez a jelzés csupán a megfogalmazás eredetét és a szerzői jogokat jelzi, nem szolgál a cikkben szereplő információk forrásmegjelöléseként.